# Pipistrel WATTsUP
Pipistrel WATTsUP je dvosedežno enomotorno propelersko električno letalo ajdovskega proizvajalca Pipistrel. Primarno je namenjeno šolanju pilotov oz. letenju šolskih krogov. Letalo ima odlične STOL sposobnosti, za vzlet je potrebnih samo 140 metrov. Čas leta je približno 1 ura s 30 minutno rezervo. Baterija je težka 126 kilogramov in ima kapaciteto 17 kWh, napolni se jo v eni uri ali pa se jo zamenja z drugo.
Poganja ga 85 kW (114 KM) Siemens električni motor. WATTsUp ima dvokraki leseni propeler s fiksnim vpadnim kotom, premer propelerja je 1800 mm.
Pipistrel WATTsUP ima precej nižjo nakupno ceno (pod 100 000€) in manjše stroške obratovanja kot konkurenčna (bencinska) letala. 

## Tehnične specifikacije (WATTsUP)
Podatki iz Pipistrel
Splošne značilnosti
- Posadka: 1 pilot
- Število sedežev: 1 potnik
- Dolžina: 21,33 ft (6,50 m)
- Razpon kril: 34,4 ft (10,5 m)
- Višina: 6,07 ft (1,85 m)
- Površina kril: 96,6 sq ft (8,97 m2)
- Vitkost: 11,3
- Teža praznega letala: 553 lb (251 kg) (brez baterij), 692 lb (z baterijami)
- Bruto teža: 1.212 lb (550 kg) MTOW
- Pogon letala: 1 × Siemens električni motor, 85 kW (114 KM) pri 2200 obratih
- Propelerji: št. lopatic: 2 -kraki leseni s fiksnim vpadnim kotom, premer 1800 mm (71 in)

Zmogljivost
- Maks. hitrost: 105 kn (121 mph; 194 km/h)
- Potovalna hitrost: 85 kn (98 mph; 157 km/h)
- Hitrost pri porušitvi vzgona: 37 kn (43 mph; 69 km/h) (s spuščenimi zakrilci), 43 kn (brez zakrilc)
- Neprekoračljiva hitrost: 135 kn (155 mph; 250 km/h)
- Doseg: 81 nmi (93 mi; 150 km)
- Trajanje leta: 1 ura (+30 min rezerva)
- Višina leta (servisna): 16.000 ft (4.900 m)
- G-omejitev: +4g/-2g
- Jadralno število: 15:1
- Hitrost vzpenjanja: 1.220 ft/min (6,2 m/s)
- Razmerje vzgon/upor: okrog 15:1
- Vzletna razdalja pri MTOW: 140 m
- Čas nagiba od 45° do 45°: 2,6 s
- Kapaciteta in teža baterije: 17 kWh, 126 kg (277 lbs)